# Jamie Vardy
Jamie Vardy (n. 11 ianuarie 1987) este un fotbalist britanic liber de contract, care joacă pe post de atacant.